# Montoggio
Montoggio là một đô thị ở tỉnh Genova thuộc vùng Liguria, nằm ở vị trí cách khoảng 14 km về phía đông bắc của Genova. Vào tháng 10 năm 2006, đô thị này có dân số 2.018 người và diện tích là 46,4 km².
Đô thị Montoggio có các frazioni (đơn vị cấp dưới, chủ yếu là thôn làng) Acquafredda inferiore, Acquafredda superiore, Barche, Bargagliotti, Bromia, Brugosecco, Ca', Ca' Giacomini, Cagliardo, Campelo, Camponevoso, Campovecchio, Casà, Casalino, Carpi inferiore, Carpi superiore, Cascinette, Case vecchie di Carsegli, Cagliasca, Castello, Castiglione, Chiappa, Chiappari, Cravasco, Creto, Colletta, Ciana dei Ponti, Costa inferiore, Costa superiore, Cognole di Carsegli, Cognole dei Ponti, Cornaggiana, Corneto, Cuneo dei Corsi, Dego, Fascioli, Feglietto, Fontana Chiappa, Fontanasse, Fregagliasse, Gazzolo, Gorretta, Granara, Luega, Maglioni, Matallo, Montemoro, Morasco, Noci, Piandeiso, Prele, Pratolungo, Ponti, Pratogrande, Pianoguani, Rivè, Sanguineto inferiore, Sanguineto superiore, Sella, Serrato, Soriva inferiore, Soriva superiore, Terme, Tre Fontane, Vallecalde, Veixe, Rione, Poggio, và Montebano.
Montoggio giáp các đô thị sau: Casella, Davagna, Genova, Sant'Olcese, Serra Riccò, Torriglia, Valbrevenna.